# Чесволд (Делавер)
Чесволд (англ. Cheswold) — місто (англ. town) в окрузі Кент штату Делавер США. Населення — 1923 особи (2020).

## Географія
Чесволд розташований за координатами 39°13′20″ пн. ш. 75°35′28″ зх. д. / 39.22222° пн. ш. 75.59111° зх. д. (39.222301, -75.591165).  За даними Бюро перепису населення США в 2010 році місто мало площу 3,33 км², уся площа — суходіл. В 2017 році площа становила 3,79 км², уся площа — суходіл.

### Клімат
| Клімат : Чесволд             | Клімат : Чесволд | Клімат : Чесволд | Клімат : Чесволд | Клімат : Чесволд | Клімат : Чесволд | Клімат : Чесволд | Клімат : Чесволд | Клімат : Чесволд | Клімат : Чесволд | Клімат : Чесволд | Клімат : Чесволд | Клімат : Чесволд | Клімат : Чесволд |
| Показник                     | Січ.             | Лют.             | Бер.             | Квіт.            | Трав.            | Черв.            | Лип.             | Серп.            | Вер.             | Жовт.            | Лист.            | Груд.            | Рік              |
| Абсолютний максимум, °C      | 24,4             | 25,0             | 30,0             | 36,1             | 36,1             | 37,8             | 38,9             | 38,9             | 37,2             | 33,3             | 29,4             | 23,9             | 38,9             |
| Середній максимум, °C        | 6,1              | 8,3              | 12,8             | 18,9             | 23,9             | 28,3             | 30,6             | 29,4             | 26,1             | 20,6             | 15,0             | 8,3              | 19,1             |
| Середній мінімум, °C         | −2,8             | −1,7             | 2,2              | 6,7              | 12,2             | 17,2             | 20,6             | 19,4             | 15,6             | 9,4              | 4,4              | −0,6             | 8,6              |
| Абсолютний мінімум, °C       | −20,6            | −18,3            | −13,3            | −8,3             | 1,1              | 6,1              | 7,2              | 7,2              | 3,3              | −3,9             | −8,9             | −17,2            | −20,6            |
| Норма опадів, мм             | 87               | 81               | 109              | 99               | 108              | 102              | 104              | 111              | 105              | 87               | 88               | 93               | 1174             |
| ---------------------------- | ---------------- | ---------------- | ---------------- | ---------------- | ---------------- | ---------------- | ---------------- | ---------------- | ---------------- | ---------------- | ---------------- | ---------------- | ---------------- |
| Джерело: The Weather Channel |                  |                  |                  |                  |                  |                  |                  |                  |                  |                  |                  |                  |                  |

## Демографія
Згідно з переписом 2010 року, у місті мешкало 1380 осіб у 478 домогосподарствах у складі 346 родин. Густота населення становила 414 особи/км².  Було 521 помешкання (156/км²).
Расовий склад населення:
| - 53,8 % — білих - 33,7 % — чорних або афроамериканців - 2,6 % — корінних американців - 2,5 % — азіатів - 2,5 % — осіб інших рас |

До двох чи більше рас належало 4,9 %. Частка іспаномовних становила 4,6 % від усіх жителів.
За віковим діапазоном населення розподілялося таким чином: 28,7 % — особи молодші 18 років, 58,8 % — особи у віці 18—64 років, 12,5 % — особи у віці 65 років та старші. Медіана віку мешканця становила 34,4 року. На 100 осіб жіночої статі у місті припадало 87,5 чоловіків;  на 100 жінок у віці від 18 років та старших — 84,3 чоловіків також старших 18 років.
Середній дохід на одне домашнє господарство  становив 59 984 долари США (медіана — 51 667), а середній дохід на одну сім'ю — 66 930 доларів (медіана — 60 500). Медіана доходів становила 40 865 доларів для чоловіків та 40 909 доларів для жінок. За межею бідності перебувало 10,1 % осіб, у тому числі 22,3 % дітей у віці до 18 років та 2,3 % осіб у віці 65 років та старших.
Цивільне працевлаштоване населення становило 496 осіб. Основні галузі зайнятості: освіта, охорона здоров'я та соціальна допомога — 28,0 %, роздрібна торгівля — 19,6 %, фінанси, страхування та нерухомість — 8,9 %, публічна адміністрація — 8,3 %.